# Кристиан Август Шлезвиг-Гольштейн-Зондербург-Августенбургский
Герцог Кристиан Август Шлезвиг-Гольштейн-Зондербург-Августенбургский (дат. Christian August 1. af Slesvig-Holsten-Sønderborg-Augustenborg; 4 августа 1696, Августенборг, Южная Дания — 20 января 1754, Августенборгский дворец, Южная Дания) — датский военный и государственный деятель.

## Биография

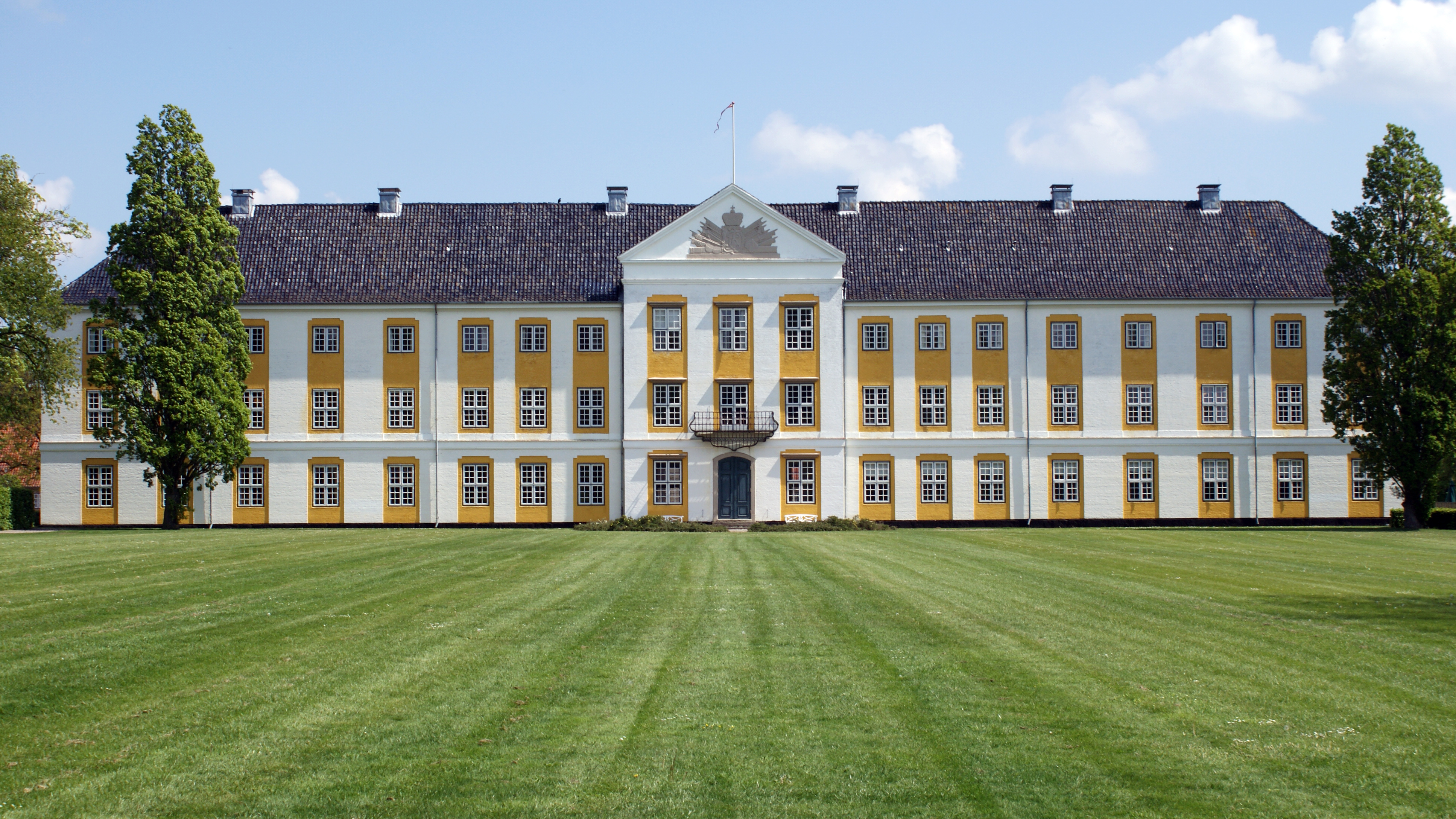
Августенборгский дворец

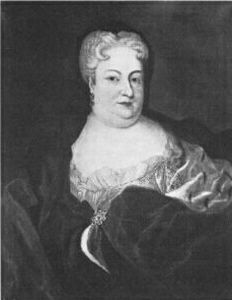
София Амалия Алефельдт

Родился 4 августа 1696 года в Августенборге в семье герцога Фридриха Вильгельма Шлезвиг-Гольштейн-Зондербург-Августенбургского и его жены герцогини Софии Амалии Алефельдт.
После смерти отца унаследовал замки Августенборг и Гростен, а также некоторые земли.
В 1721 году он дал клятву служения королю Фредерику IV, получив по этому случаю орден Слона и звание генерала. Был удостоен ряда других наград. Позже стал губернатором датского острова Альс.
Умер 20 января 1754 года в Августенборге.

## Семья
21 июля 1720 года Кристиан Август женился на Фредерике Луизе Даннескёльд-Самсое. В браке родились дети:
- Фридрих Кристиан I (1721—1794),
- Эмиль Август[дат.] (1722—1786),
- Кристиан Ульрик (1723—1723),
- София Шарлотта (1725—1752),
- Кристиана Ульрика (1727—1794),
- София Магдалена (1731—1799),
- Шарлотта Амалия (1732—1732),
- Шарлотта Амалия (1736—1815, родившийся с ней близнец сразу умер).